# Nokia 6650

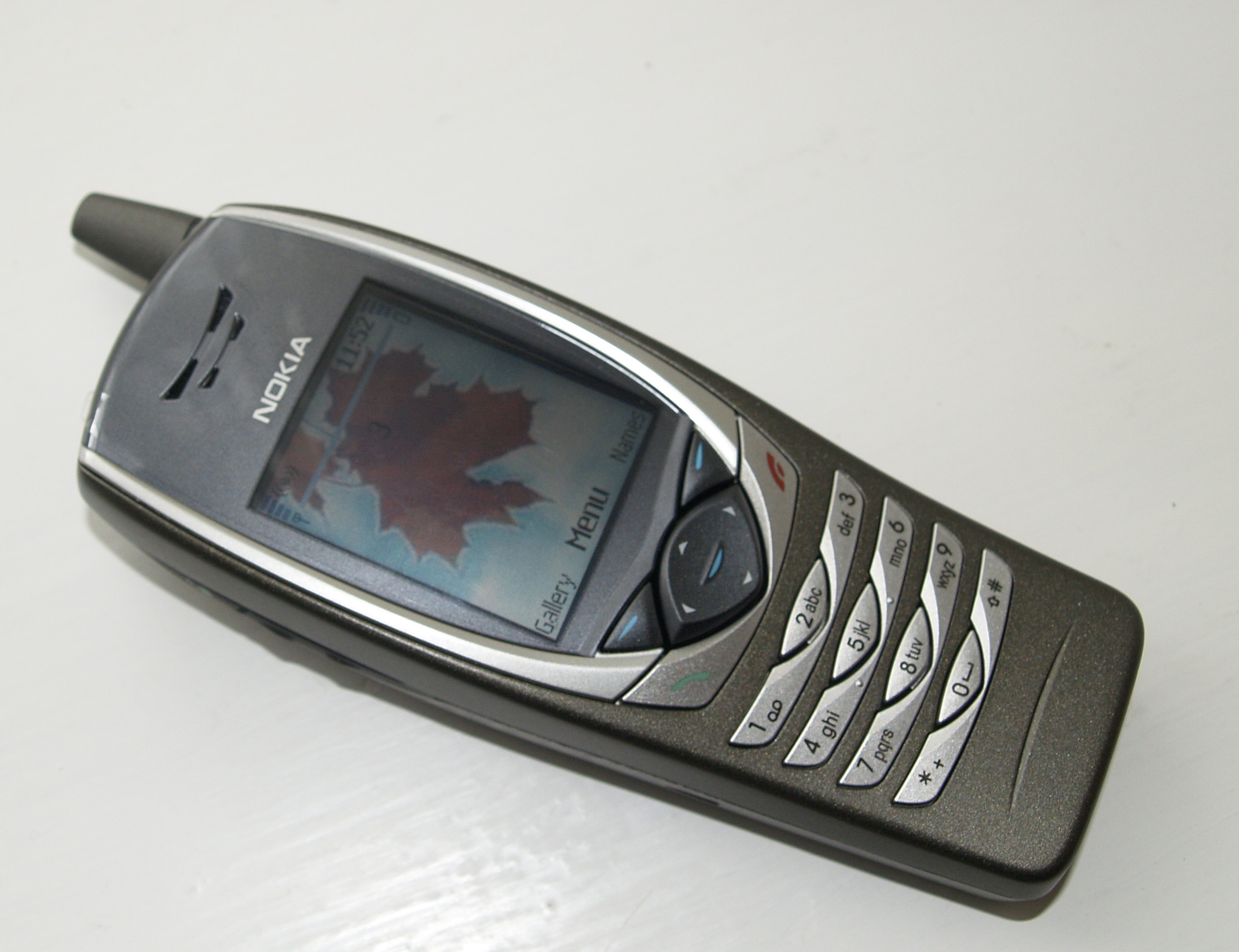
Nokia 6650

Nokia 6650はノキアが開発し、2003年に発売したW-CDMA/GSM方式の携帯電話端末である。
日本では、ノキア・ジャパンからNokia 6650として2003年6月に、J-フォン（ボーダフォン日本法人、現ソフトバンクモバイル）からW-CDMA通信方式のボーダフォングローバルスタンダード（現SoftBank 3G）サービスを利用可能な機種として、2003年8月よりV-NM701として発売された。

## スペック
- 対応規格：W-CDMA/GSM900/1800, GPRS
- サイズ：133×52×25mm（高さ×幅×厚さ）
- 重量：約141g（電池パック装着時）
- 連続通話時間：約190分（W-CDMA利用時）、約260分（GSM利用時）
- 連続待受時間：最大約14日間
- 液晶表示：2インチ（128×160ドット、4096色TFDカラー液晶）
- 内蔵メモリ：7MB
- メッセージング：SMS/MMS
- 内蔵ブラウザ：WAP 2.0/XHTML
- 外部インターフェイス：IrDA・Bluetooth・USBケーブル接続
- 対応言語：英語
- Java：Java ME MIDP 1.0 / CLDC 1.0
- メインカメラ：32万画素CMOSカメラ

## 特徴
ノキア初のW-CDMAをサポートした携帯電話であり、GSM(900/1800)及びW-CDMA通信方式に対応する。GSM1900に対応していないため、北米では利用できない。ノキア・ジャパンから販売されているが、日本語表示をサポートしていないため、メニューなどの表記は英語であり、SMSで日本語を利用できない。
Series 40 Developer Platform 1.0を採用しているため、J2MEアプリケーションを動作させることができる。
なお、ボーダフォンブランドのV-NM701については、2008年1月よりネットワークのソフトウェア更新に伴って、利用が出来なくなる(ノキアスタンダードモデルに関しては、SoftBank 3G USIMカードをさした場合でも利用可能。もちろん、docomoのドコモUIMカードでも利用できる)。
J-フォン時代までは、型番に含まれるノキアの略号は「NM」であったが、ボーダフォンへの社名変更後に発売された702NK以降は略号が「NK」に変更される。

## カラー
- オリーブグリーン